# M6 (텔레비전 채널)

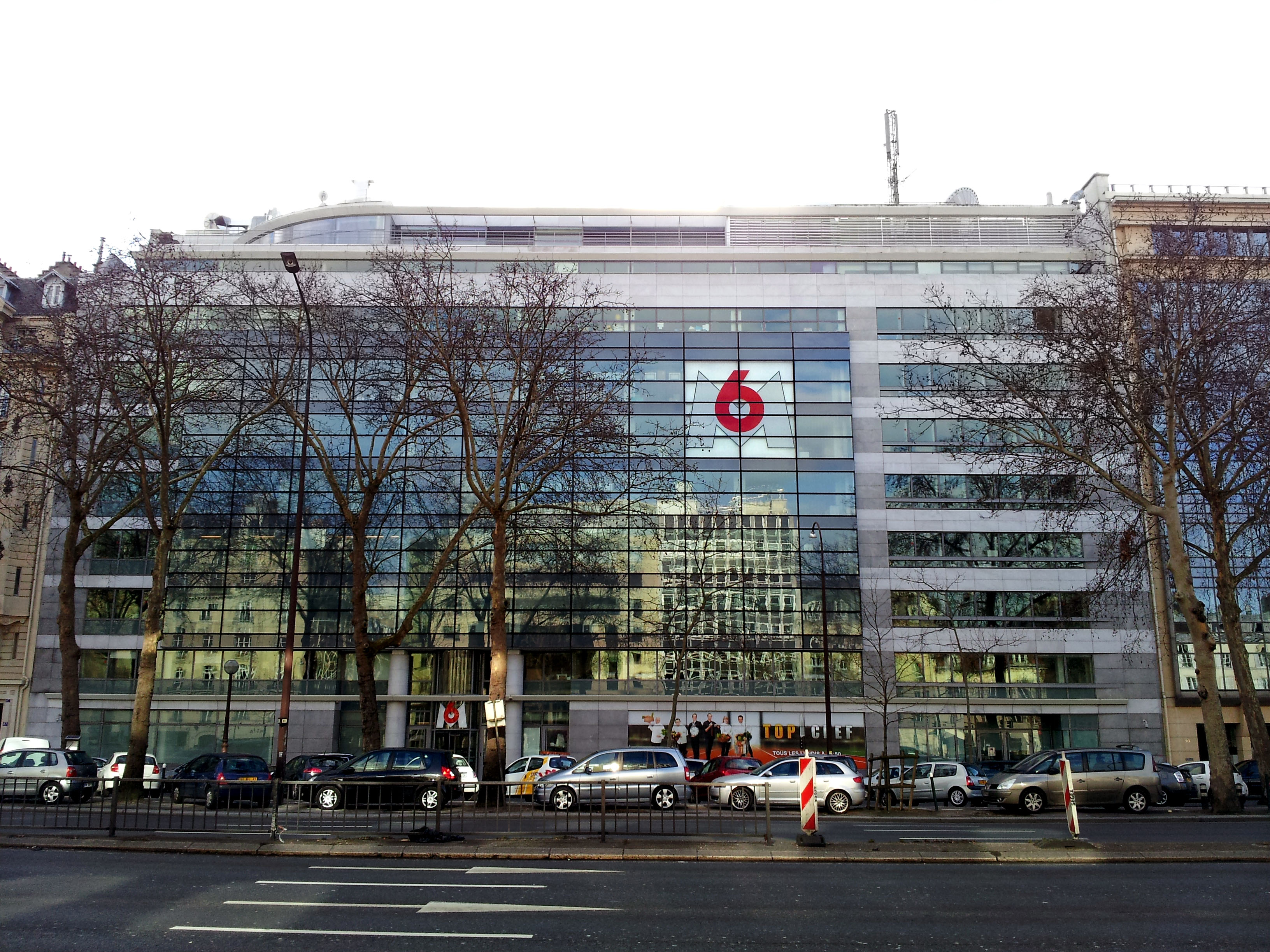
M6의 사옥

M6는 "Métropole Télévision"로 알려진 프랑스의 방송 채널이다. 이 채널이 속한 기업인 "M6 그룹"은 현재 룩셈부르크의 RTL 그룹이 소유하고 있다. 2013년 8월 기준으로 11.0%의 시청률을 보유하고 있다.
M6는 1986년에 개국하였다가 1987년에 폐국(프랑스 정부의 방송국 주인 변경에 의한 일)한 TV6을 대신하여 1987년 3월 1일 11시 15분에 개국하였다. 본래 개국 당시 RTL6가 될 예정이었으나 곧 현재의 이름으로 확정되었다.

## 주요 프로그램
- Le 12:45, Le 19:45 - 뉴스 프로그램으로 2009년 9월 6분짜리 단신 뉴스인 'le Six minutes'를 20분으로 확대 개편하면서 시작하였다.
- 66분(66 minutes) - 매거진 프로그램
- 거의 완벽한 저녁식사(Un dîner presque parfait) - 요리 프로그램
- 더 엑스 팩터(The X Factor) - 영국 ITV에서 방송된 동명의 음악 프로그램 포맷을 빌려 방송하고 있다.
- 르 블루, 경찰의 첫 걸음(Les Bleus, premiers pas dans la police) - 경찰 TV 시리즈
- 탑 셰프(Top Chef) : 미국 브라보에서 방송된 동명의 요리 프로그램 포맷을 빌려 방송하고 있다.
- 사숴 다파르(Chasseurs d'appart') - 부동산 정보 프로그램
- 페킨 익스프레스(Pékin Express) - 해외 여행 버라이어티 프로그램. 2012년 4월 25일~2012년 7월 11일 시즌 8에 사흘간 대한민국에 머물렀다.[1]

## 자매 채널
- 디지털 텔레비전 (지상파) : W9, 6ter, Paris Première, Gulli
- 디지털 텔레비전 (케이블) : Série Club(TF1과 공동소유), Téva, M6 Music, MCM, Canal J, TiJi, RFM TV, Girondins TV, M6 Boutique & Co.